# Andrej Barbatjinskij
Andrej Barbatjinskij (ryska: Андрей Станиславович Барбашинский, belarusiska: Андрэй Станіслававіч Барбашынскі), född 4 maj 1970 i Asjmjany i dåvarande Vitryska SSR, är en vitrysk före detta sovjetisk handbollsspelare. Han är högerhänt och spelade i anfall som mittsexa.
Han tog OS-guld i herrarnas turnering i samband med de olympiska handbollstävlingarna 1992 i Barcelona.

## Klubbar
- SKA Minsk (1988–1993)
- Club Juventud Alcalá (1993–1994)
- SKA Minsk (1994–1995)
- Fotex Veszprém (1995–1996)
- VfL Hameln (1996–1997)
- TV Emsdetten (1997–2001)